# Narziß Renner
Narziß Renner est un peintre enlumineur allemand né à Augsbourg en 1502, mort dans la même ville en 1536.

## Œuvres
- Le livre des costumes du banquier Matthäus Schwarz[1], 1521.
- Livre de prières commandé en 1520 par Casimir de Brandebourg-Kulmbach et son épouse Suzanne de Bavière dont les portraits et les blasons figurent sur le manuscrit. Ouvrage conservé à Karlsruhe, Badische Landesbibliothek[2].